# Lövő
Lövő là một thị trấn thuộc hạt Győr-Moson-Sopron, Hungary. Thị trấn này có diện tích 17,47 km², dân số năm 2010 là 1433 người, mật độ 82 người/km².